# マフティー・ナビーユ・エリン
マフティー・ナビーユ・エリンは、富野由悠季の小説『機動戦士ガンダム 閃光のハサウェイ』およびそれを元にした同題のアニメ映画に登場する架空の反地球連邦組織の名称。また、その組織の表向きのリーダーであるハサウェイ・ノアの偽名としても用いられる。作中では「マフティー」、「マフティー・エリン」と略して呼ばれることが多い。

## 組織名の語源
正式名称の「マフティー・ナビーユ・エリン」とは3つの言語（スーダン語、アラブ語、古アイルランド語）の合成による造語で、直訳すると「正当な預言者の王」という意味である。

## 組織の発祥と活動
架空の人物「マフティー・ナビーユ・エリン」を中心にした反地球連邦政府組織。マフティー動乱時は、ハサウェイ・ノアがマフティーを演じていた。創設者はクワック・サルヴァーという偽名を名乗る初老の男性で、組織の支援者であり黒幕でもある。連邦政府高官とも噂されているが、かつて連邦軍で要職についていた将軍だったということしか分かっていない。
反地球連邦政府組織の中の急先鋒として、地球連邦政府要人などに狙いを定め、モビルスーツなどを使って暗殺するテロを実行している。彼らは連邦政府の議員や高級官僚を粛清することで、要職が世襲と血縁で固められた現在の地球連邦政府の体制を揺さぶろうとした。彼らはまた、地球の自然環境と歴史的な遺跡保全を口実に人類の大半をスペース・コロニーに移民させながら、強制宇宙移民時代の宇宙移民法に「連邦政府が必要と認めた者には地球滞在が許される」という特例事項があるために"例外的な事例"として政府高官や富裕層などの特権階級の人々は地球に住み続けていることを問題視。全ての人類が地球を離れて宇宙で暮らすべきだという主張を掲げ、不正と差別の温床になっている宇宙移民法の例外規定の撤廃を主張した。組織の最終目標は、連邦政府の要職にある人々を粛清した後で地球をクリーンにするために全人類が地球を出て行く政策を実施させることだった。
予算に合わせて組織の規模は無暗に大きくしようとはせず、太平洋地域における現有戦力は鉱物資源運搬船を改装した空母的役割の船が4隻とそれに搭載されたモビルスーツやサブフライトシステム程度で、地球連邦軍に所在をつかまれないよう常に移動しながらテロ攻撃を続けている。物資の補給やメンテナンス部隊の編成、組織の拠点作りは、クワック・サルヴァーが過去に連邦軍で補給物資などの管轄を長年やっていた経験を活かして痕跡を消しながら行なっている。
組織の実働部隊は若者ばかりで、階級や任務による上下の区別はない。
マフティーと同様の反地球連邦組織は他にもあり、それらがマフティーの名を騙ることもあればマフティーに協力することもある。
マフティーの黒幕クワック・サルヴァーは、自分が関与していないオエンベリでの反地球連邦勢力の武力蜂起に対し、「マフティーの運動を始めた真の効果だ」と喜んだ。一方、政府や軍の関係者は、大衆やメディアがマフティーを「現代のジャンヌ・ダルク」などと言ってもてはやしている現状を危惧していた。そのままではいずれマフティーが号令をかけなくてもオエンベリ軍のように各地で勝手に同様の反連邦組織が軍事行動を起こしてしまう危険性があるからである。
無差別テロではなく標的を定めているとは言えテロに変わりはなく、一般市民にも多数の犠牲者を出している。

## 人物としてのマフティー
本来は架空の人物だが、マフティー動乱時はハサウェイ・ノアが組織のリーダーとしてふるまい、作戦時はモビルスーツに乗って自ら最前線で戦うなど、その役割を務めていた。宣戦布告などの声明を出す場合もハサウェイがマフティー・ナビーユ・エリンの名前で行っていた。

## アデレード会議襲撃
マフティー・ナビーユ・エリンはオーストラリアのアデレードで行われた地球連邦政府の中央会議を襲撃。これがマフティーにとって事実上最後の活動となった。
マフティーは「アデレード会議が『地球帰還に関する特例法案』を廃案にしなければ閣僚を粛清する」と宣言し、アデレードへの襲撃を予告。マフティーがアデレード会議にこだわった理由は、この特例法案にあった。これが可決されると、地球連邦政府が認可した者以外はまったく地球上に居住できなくなるからである。誰に地球の居住権を与えるかを連邦政府が決めるというのはもともとあった考え方だが、この法案が成立するとマンハンター的行為が合法とされ、自然発生的に増えて行った人々も含め、不法な地球滞在者と連邦政府に認定された人々を簡単に排除できるようになる。さらに問題だったのは、地球連邦政府機構の直轄下にある者は自由に地球に居住できることで、それが官僚独裁の傾向に拍車をかけるのは目に見えていた。
しかし、襲撃は失敗に終わる。アデレードの守備を担当した地球連邦軍のキルケー・ユニットを指揮したケネス・スレッグ大佐の仕掛けた罠にはまってΞガンダムは撃墜され、マフティーことハサウェイ・ノアは重傷を負いながらも生きたまま捕われてしまった。法案自体も、マフティー襲撃の直前にすでに可決されてしまっていた。
ガンダムの撃墜を期にマフティー・ナビーユ・エリンの活動は終息。マフティーに加担した者たちは驚くほど鮮やかに撤退して地下に潜伏してしまい、その後、アデレード周辺では不穏分子の動きはまったく無くなってしまった。その捜索は難航が予想され、連邦政府に不安の種を残した。
また生き残った政府閣僚たちは亡くなった者の後任を選定したり委任状を取り集めたりして中央会議を成立させ、マフティー以後の不穏分子掃討作戦について軍と協議を始めた。そして、軍事裁判も行わずにマフティー・ナビーユ・エリンの処刑を行うことも決まった。それは一種の見せしめだった。
ケネス・スレッグは、自分の後任の司令官としてやって来たハサウェイの実父であるブライト・ノア大佐にマフティーの正体を知られないよう、上官のメジナウム・グッゲンハイム大将に申し出て、引き継ぎ前に自身の最後の仕事として彼の処刑を行った。しかし、その努力は徒労に終わる。
新聞にマフティーの正体とその裏に隠された地球連邦軍の苦衷というリーク記事が書かれ、マフティーの正体は世間に知られてしまった。リークはグッゲンハイム大将の指示によるもので、見出し以外はすべて連邦政府と連邦軍参謀本部による公式発表のままだった。その内容は「処刑を行ったのは父親のブライト・ノア大佐」「このような形式での処刑はあくまで息子の犯した罪を知ったブライトの強い希望によるもので、軍も政府もそれを止めることが出来なかった」「ハサウェイも父の諫めを受け入れて自身の行った非人道的テロ行為を反省して潔く処刑された」という捏造されたものだった。表面的には、いかに地球連邦政府へ忠誠を尽くして軍人としての本分を全うしたか、それがいかに筆舌に尽くしがたい苦渋の選択をともなう英雄的行為であったかなどブライト・ノア大佐を称えるものだった。しかし、その真意は自分たちに逆らったものは全員徹底的に潰すという地球連邦政府による不穏分子への恫喝にあった。ケネス・スレッグは、連邦政府は世間の同情を買おうとしているが、そのようなやり方は逆効果になるのではないかと予測していた。

## 保有戦力
- 艦船
  - ヴァリアント
  - シーラック
- モビルスーツ
  - RX-105 Ξガンダム
  - Me2R メッサー
- サブフライトシステム
  - ギャルセゾン

## 主な所属人員
メンバーはシャアの反乱の後にしばらく軍にいたハサウェイ、シャアの反乱時に連邦軍に在籍していたガウマンなど腕利きのパイロットを揃えている。
- ハサウェイ・ノア（マフティー・ナビーユ・エリン）
- イラム・マサム
- ブリンクス・ウェッジ
- エメラルダ・ズービン
- カウッサリア・ゲース
- ガウマン・ノビル
- クワック・サルヴァー
- ケリア・デース
- ゴルフ
- シベット・アンハーン
- ジュリア・スガ
- チャチャイ・コールマン
- ミツダ・ケンジ
- ミヘッシャ・ヘンス
- レイモンド・ケイン